# Вулиця Павла Скоропадського (Біла Церква)
Вулиця Павла Скоропадського — одна з вулиць у місті Біла Церква. 
Бере свій початок з вулиці Ярослава Мудрого і закінчується виходом до вулиці Олеся Гончара, знаходиться у мікрорайоні «Вокзальна». 

## Історична відомість
У дореволюційні часи в м. Біла Церква німців була незначна кількість (більше поляків). Але вони відігравали провідну роль як ремісники, промисловці, підприємці. Вулиця Павла Скоропадського називалась Менцелівською. У радянські часи та до 2022 року носила назву Першотравнева. 
28 липня 2022 року вулицю Першотравневу було перейменовано в рамках дерусифікації на вулицю Павла Скоропадського, на пошану українського державного, політичного та громадського діяча, Гетьмана Української Держави (29 квітня 1918 - 14 грудня 1918). Скоропадський неодноразово бував у Білій Церкві та залишив про це місто згадки у своїх спогадах.    

## Відомі будівлі
- Білоцерківський приватний навчально-виховний комплекс «Загальноосвітня школа І-ІІІ ступеня – дитячий садок «Міцва-613», 4.[2].